# Barrage du Salagou
Le barrage du Salagou a été construit par la Compagnie d'Aménagement du Bas-Rhône et du Languedoc dans le département de l’Hérault situé en Languedoc. Le barrage est situé sur le territoire de la commune de Clermont-l'Hérault. Il a été construit entre 1964 et 1968. La mise en eau entre 1969 et 1971 a créé le lac du Salagou dont la fonction principale est de servir de réservoir.
Il est destiné initialement à l’irrigation et à l'écrêtement des crues de la rivière Salagou, affluent de la rivière Lergue qui se jette dans l'Hérault. Il peut retenir 21 millions de m3 d'eau en période de crue. Une microcentrale fonctionne depuis 1986. Le rôle touristique et halieutique du lac du Salagou est devenu très important.

## Caractéristiques

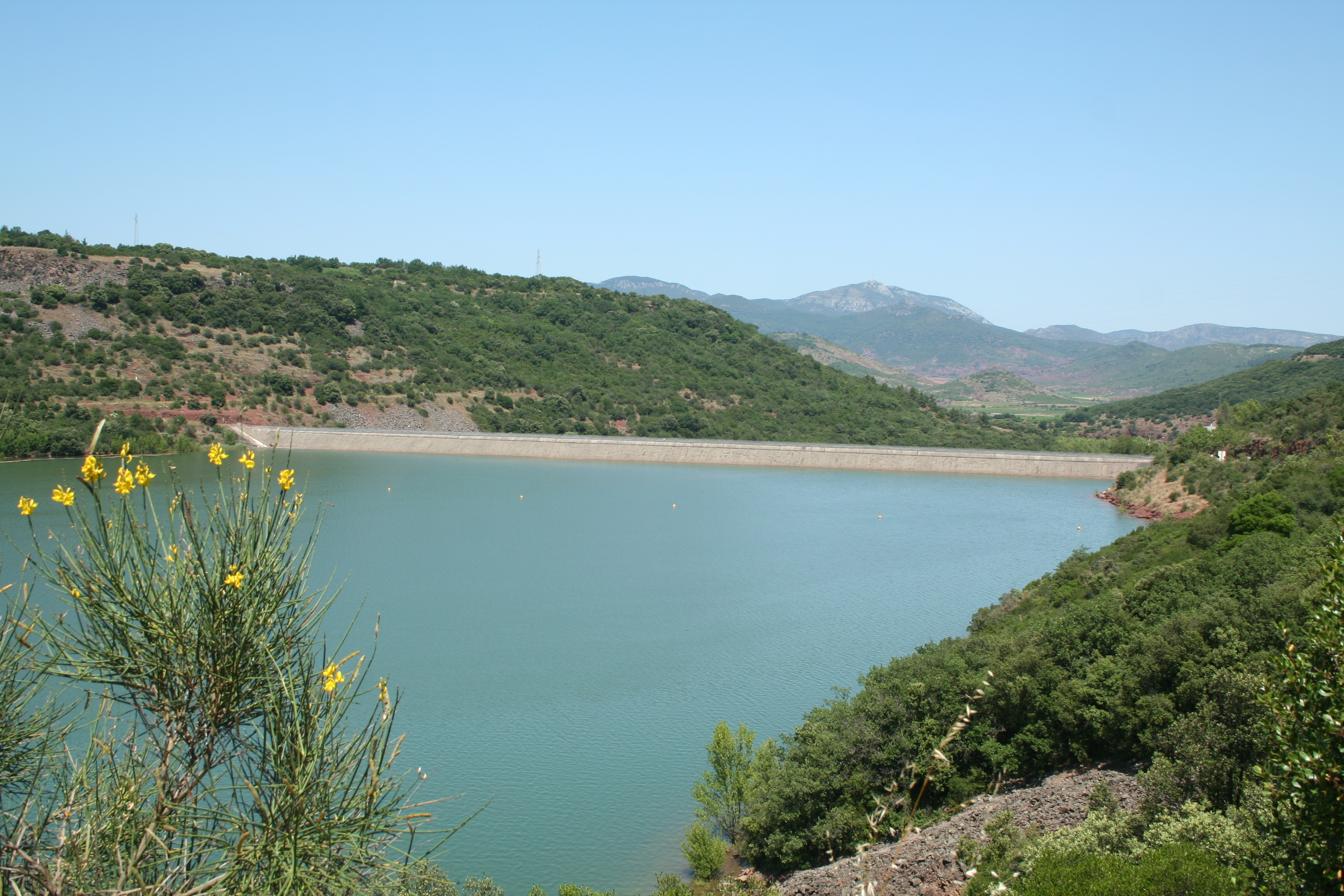
Vue sur le barrage côté amont.

Il est du type barrage poids en enrochements basaltiques avec un masque d'étanchéité amont de béton bitumineux.
La hauteur du barrage est de 60 m sur les fondations ; la longueur du couronnement est de 357 mètres.
Le niveau des eaux est à 139 m au-dessus du niveau de la mer. Le projet initial d'atteindre la cote 150 a été progressivement abandonné, remettant en cause l'évacuation de Celles notamment. Le barrage retient 102 millions de m3 d'eau. Le lac du Salagou a une surface de 700 hectares.

## Origine du projet

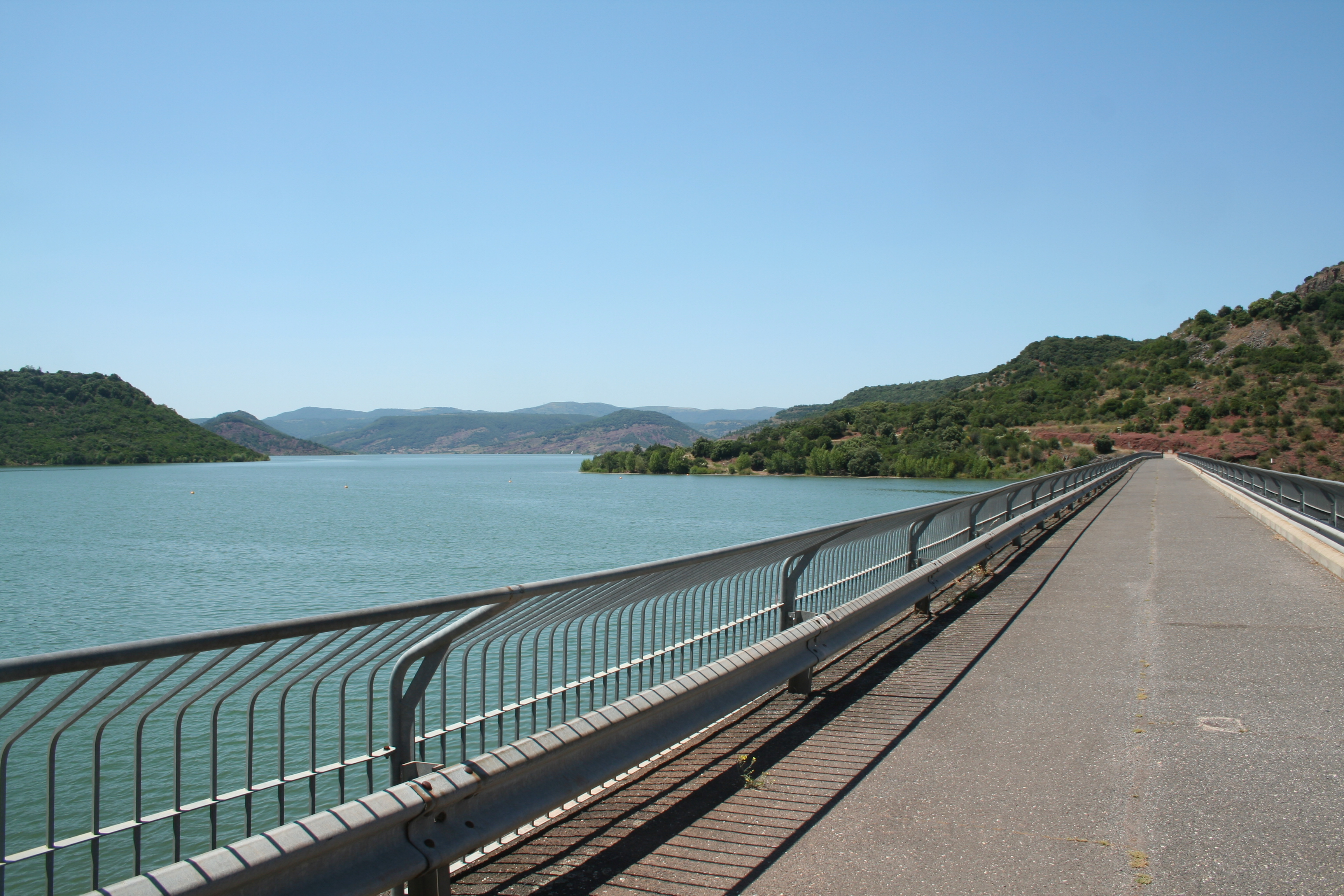
Vue sur le lac depuis le barrage.

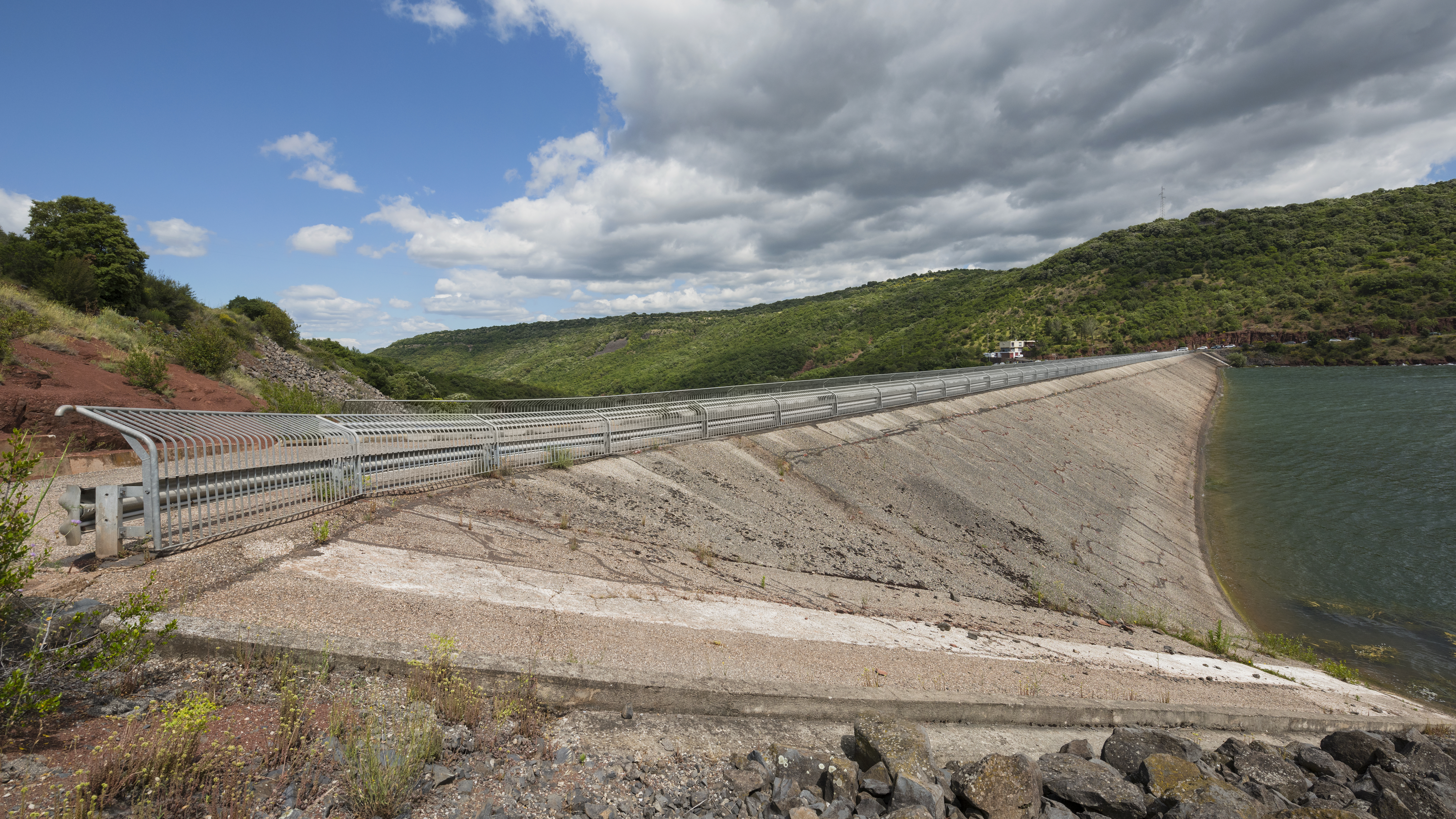
En amont du barrage

À l'origine, le barrage du Salagou devait être placé sur la rivière l'Hérault dont la plaine était très cultivée avec de forts besoins en eau. Avec un peu de recul, il s'est avéré que noyer 3 000 hectares de champs et d'arboriculture pour en irriguer 2 000, n'était pas le bon choix.
Puis on a émis l'idée de le placer sur la rivière Lergue dont la vallée est étroite et très encaissée mais avec peu de volume d'eau à retenir.
La solution finale a été de le placer sur la rivière Salagou. Les crues du Salagou ne sont pas énormes, mais il y avait de très grandes possibilités de stockage. De ce fait, en ajoutant aux apports en eau du Salagou ceux de la Lergue, via un tunnel de dérivation, le projet aurait été particulièrement efficace. Finalement seul le barrage a été construit sans le tunnel de dérivation. Il faudra deux ans pour remplir le lac du Salagou. Il existe des visites décennales de contrôle qui se font avec le concours de plongeurs; le volume d'eau retenu ne permet pas une vidange.

## Particularité du barrage
Le barrage ne dispose pas d'évacuateur de crue. On choisit un dispositif naturel : un col vers une vallée voisine

## Production d'électricité
Une micro-centrale électrique a été installée suite à l'arrêtée préfectoral du 17 décembre 1985. Une concession d'usage de l'énergie générée par le barrage est accordée à la Compagnie d'aménagement du Bas-Rhône et du Languedoc (CNABRL) pendant 30 ans. La puissance maximale fixée est de 240kW.
Pour assurer le fonctionnement de cette micro-centrale électrique, un prélèvement 
d’eau maximal de 0,50 m3/s est autorisé à partir de la conduite d’irrigation du 
barrage. Sur le plan technique, la hauteur de la chute ainsi créée est de 65 m « en eaux 
moyennes ».